# Abure
Die Sprache Abure (auch abouré, abule, akaplass und abonwa genannt; ISO 639-3: abu) ist eine der beiden westlichen Tano-Sprachen innerhalb der Kwa-Sprachgruppe, die von insgesamt 55.120 Personen aus der Volksgruppe der Abure an der Elfenbeinküste gesprochen wird.
Ein erheblicher Teil der Sprecher lebt in der ehemaligen Hauptstadt Abidjan.
Viele Abure-Sprecher sind zweisprachig mit der Sprache Anyin, einer Bia-Sprache, und in letzter Zeit vor allem mit dem Französischen, der Amtssprache des Landes. Das Abure ist verwandt mit dem Bété.
Es gibt – u. a. durch die Entwicklung einer Schreibweise und Unterricht dieser – die Bestrebung diese Sprache am Leben zu erhalten und die nicht französisch-sprechenden Sprecher besser zu unterrichten.